# Brimstone (film)
Pour les articles homonymes, voir Brimstone.
Pour plus de détails, voir Fiche technique et Distribution.
Brimstone est un western et thriller franco-néerlandais écrit et réalisé par Martin Koolhoven, sorti en 2016. Le film est sélectionné en compétition officielle à la Mostra de Venise.
Le tournage s'est effectué en Hongrie, Espagne, Autriche et en Allemagne.

## Synopsis
Le film narre en quatre chapitres (Révélation, Exode, Genèse et Châtiment) complétés par un prologue et un épilogue, les errances d'un pasteur rigoriste dans l'Ouest américain de la fin du XIXe siècle, qui poursuit inlassablement et impitoyablement une jeune femme appelée Liz.
Révélation
Liz vit avec son mari, Eli, et deux enfants, dans l'Ouest : l’un d’eux étant Matthew, le fils d’Eli issu de son précédent mariage, l’autre étant Sam, la fille qu’ils ont eu ensemble. Liz est une sage-femme qui entend, mais qui s'exprime par le biais de la langue des signes. Un jour, un nouveau pasteur, balafré, arrive dans leur église et, au moment où Liz entend sa voix, elle semble le reconnaître et est terrifiée. Ce même jour, Liz participe à un accouchement et doit choisir entre sauver la vie de la mère ou celle de l’enfant. Elle sauve la mère mais son mari Nathan en fait le reproche à Liz et la menace. Par la suite, Nathan tue les moutons d’Eli : ce dernier part à sa recherche. Liz s’enfuit alors dans la nuit pour aller tuer le pasteur mais retrouve seulement la poupée de sa fille dans son lit. Entretemps, le pasteur éventre Eli et le laisse agonisant. Eli peut encore dire à son fils Matthew de conduire la famille dans les montagnes chez son père, avant que le garçon ne lui donne le coup de grâce. Liz et les enfants fuient alors la ferme, poursuivis par le pasteur.
Exode
Une jeune fille, dénommée Joanna, marche seule dans le désert et finit par s'évanouir de fatigue. Elle est retrouvée par une famille d'immigrants chinois qui se dirige dans la ville minière de Bismuth. Le père de famille vend Joanna à Frank, un homme qui gère une maison close. La jeune fille est d’abord protégée par Sally jusqu’à ce que cette dernière soit pendue pour avoir tiré sur un client violent. Devenue adulte, elle devient amie avec Elizabeth, mais, après que celle-ci a mordu la langue d’un client violent, Frank lui coupe la sienne en rétorsion. Joanna lui enseigne alors la langue des signes à l’aide d’un livre qui leur a été donné par le médecin. Elizabeth prévoit de quitter Bismuth pour commencer une nouvelle vie en se mariant avec Eli par l’intermédiaire d’un agent matrimonial et propose même à Joanna de venir avec elle en se faisant passer pour sa sœur. Mais un soir, le pasteur vient au bordel et veut violer Joanna. Elizabeth intervient en balafrant le pasteur mais celui-ci l'assassine en la poignardant en plein cœur. Joanna s'empare du poignard et tranche la gorge du pasteur, le laissant pour mort, et s’enfuit après mit le feu au bordel. Elle coupe sa propre langue pour prendre l’identité d’Elizabeth et part ainsi se marier avec Eli pour commencer une nouvelle vie. 
Genèse
Dans le désert, Samuel et Wolf, deux hommes gravement blessés, sont les derniers survivants d’une bande de voleurs et se disputent le butin. Ils partent à deux sur un seul cheval et tombent sur Joanna, qui vit avec sa mère, Anna, et son père, qui se révèle être le pasteur. Samuel et Wolf se cachent à la ferme et Joanna s’occupe d’eux en secret. Samuel profite d'un moment d'inattention de Wolf pour le pendre dans les latrines. Pendant ce temps, Anna s'oppose au pasteur lorsqu’elle réalise qu’il convoite leur fille. Le pasteur bat sa femme et l’humilie en lui mettant une muselière, de sorte qu’elle se suicide en plein office à l’église. Le lendemain, le pasteur emmène Joanna à l’église et commence une cérémonie de mariage entre lui-même et sa fille. Comprenant que son père a basculé dans la folie, Joanna tente de résister mais son père lui met la même muselière. À ce moment-là, Samuel intervient et lui lance les clefs lui permettant de se libérer mais il est tué par le pasteur. Celui-ci fouette Joanna et finit par la violer. Au matin, pendant que son père est endormi, Joanna sort discrètement de la chambre et s'enfuit à toutes jambes hors du village.
Châtiment
Le pasteur poursuit Liz, Matthew, et Sam. Au cours du trajet, il tue Matthew en lui tirant une balle de fusil dans la gorge. La nuit tombant, Liz et Sam se dirigent vers la maison du père d'Eli, dans les montagnes. Le pasteur assassine ensuite le beau-père et dit à Liz qu’il battra et violera sa fille Sam. Après avoir violemment fouetté Sam à de nombreuses reprises sous les yeux impuissants de Liz, ligotée contre un pilier de bois, le pasteur confie à la fillette qu'il a renoncé à Dieu et, n'espérant plus de salut, il estime avoir le droit d'assouvir toutes ses pulsions les plus sordides. Alors qu'il se prépare à violer Sam, Liz se disloque les bras pour se libérer et parvient à tuer le pasteur en le brûlant vif. Quelque temps plus tard, après que Liz a transformé la maison d’Eli en scierie, Nathan, devenu shérif, arrive pour l’arrêter. Le pasteur l’avait envoyé à Bismuth où il était d'abord devenu shérif-adjoint. Après avoir trouvé une affiche d’Elizabeth Brundy, la femme sans langue qui avait tué Frank avant d’avoir sauvé Liz/Joanna, Nathan vient donc pour l’arrêter. Alors qu'il l’escorte sur un bac, jetant un dernier regard à sa fille jouant sur le rivage, Liz se jette dans le lac et se noie. Des années plus tard, Sam gère la scierie. Elle se souvient de sa mère comme d'une femme courageuse et forte et pense que sa mère veille toujours sur elle.

### Commentaires
Selon Jean-François Rauger, non sans une certaine emphase formelle dans l'exhibition du sadisme et de la crudité sexuelle, « le film est une tentative ambitieuse de western gothique, tout à la fois guidée par une volonté de réalisme brut et effleurant une dimension fantastique, renvoyant à certaines conventions du cinéma d’épouvante. ».

## Fiche technique
- Titre : Brimstone
- Réalisation : Martin Koolhoven
- Scénario : Martin Koolhoven
- Photographie : Rogier Stoffers
- Monteur : Job ter Burg
- Musique : Tom Holkenborg
- Producteur : Els Vandevorst, Uwe Schott
- Production : N279 Entertainment, Backup Media, X-Filme, Prime Time, Studio Babelsberg, The Farm Film
- Pays de production :  Pays-Bas,  France,  Allemagne,  Belgique,  Suède,  Royaume-Uni et  États-Unis
- Genre : drame, western et thriller
- Durée : 148 minutes
- Langue : anglais, néerlandais
- Dates de sortie : 
  - Italie : 3 septembre 2016 (Mostra de Venise)
  - Belgique : 18 janvier 2017
  - États-Unis : 10 mars 2017
  - France : 22 mars 2017
- Interdit aux moins de 16 ans

## Distribution
- Dakota Fanning (VF : Kelly Marot) : Liz/Joanna
- Guy Pearce (VF : Boris Rehlinger) : le Révérend et père de Joanna
- Emilia Jones (VF : Clara Quilichini) : Joanna adolescente
- Kit Harington (VF : Benjamin Penamaria) : Samuel, un braqueur blessé
- Carice van Houten (VFB : Audrey d'Hulstère) : Anna, la mère de Joanna
- Jack Roth : Wolf, un complice de Samuel
- William Houston (VFB : Jean-Marc Delhausse) : Eli, le mari de Joanna
- Ivy George (VFB : Inna Weiss) : Sam, la fillette de Liz/Joanna et d'Eli
- Jack Hollington (en) (VFB : Hugo Gonzalez (acteur)) : Matthew, le fils d'un premier lit d'Eli
- Paul Anderson (VFB : Erwin Grünspan) : Frank, le tenancier du saloon-bordel à Bismuth
- Carla Juri : Elizabeth Brundy, une prostituée de Bismuth
- Vera Vitali (VFB : Marcha Van Boven) : Sally, une autre prostituée de Bismuth
- Bill Tangradi (VFB : Alain Eloy) : Nathan
- Fergus O'Donnell (VFB : Martin Spinhayer) : Fred Eastman
- Frederick Schmidt : Zeke, shérif de Bismuth et frère de Frank
- Farren Morgan : Mike
- Charlotte Croft : Abigail
- Baely Saunders : Jackie
- Hans-Joachim van Wanrooij : Blacksmith
- Adrian Sparks : le père d'Eli, beau-père de Liz
- Dan van Husen : le chauffeur de car
- Sam Louwyck : l'agent matrimonial
- Joseph Kennedy : Nathan, le mari de la femme enceinte et le shérif de l'épilogue.
- Sue Maund : la mère d'Abigail
- Naomi Battrick (en) : la narratrice

## Production

### Casting
Mia Wasikowska était le premier choix pour incarner Liz mais elle refusa pour raisons personnelles et fut remplacée par Dakota Fanning.
Pour le rôle de Samuel, le premier choix fut Robert Pattinson qui le refusa et fut remplacé par Kit Harington. Dans une interview de 2017, Robert Pattinson a déclaré qu'il s'était retiré du projet parce qu'il pensait que le film serait annulé après le départ de Mia Wasikowska, et qu'au moment où la production du film reprenait, il était trop occupé sur le tournage de The Lost City of Z. Il a déclaré également qu'il regrettait de ne pas avoir tourné dans le film.

## Distinctions
- Mostra de Venise 2016 : Sélection officielle en compétition